# Maaloum
Maaloum est un village du Cameroun situé dans le département de la Bénoué et la région du Nord. Il fait partie de la commune de Bibémi. Il est répertorié dans le Lamidat de Bibémi sous le nom de Maaloum dans le recensement de 2005. Mais il est listé sous le nom de Malloum (20 références en tout) dans le Plan Communal de Développement de Bibémi.   

## Population
Selon le Plan Communal de Développement de Bibémi daté de Mai 2014, la localité comptait 745 habitants. Le nombre d’habitants était de 595 d’après le recensement de 2005.